# Aphyolebias claudiae
Aphyolebias claudiae es una especie de pez de agua dulce, de la familia de los rivulinos.

## Distribución y hábitat
Se distribuye por América del Sur en ríos de Bolivia, donde es endémica y sólo se conoce en la localidad tipo, un estanque temporal en las llanuras de inundación del río San Pablo, en la cuenca del río Guaporé. Esta especie se presenta en estanques temporales, y en áreas inundadas. Sin embargo, el único sitio donde se ha encontrado esta especie se está drenando en la actualidad para convertirlo en campos agrícolas, lo que indica una disminución en la extensión y calidad del hábitat, motivo por el que se le considera en peligro crítico de extinguirse.